# Kazimierz Wóycicki (literat)

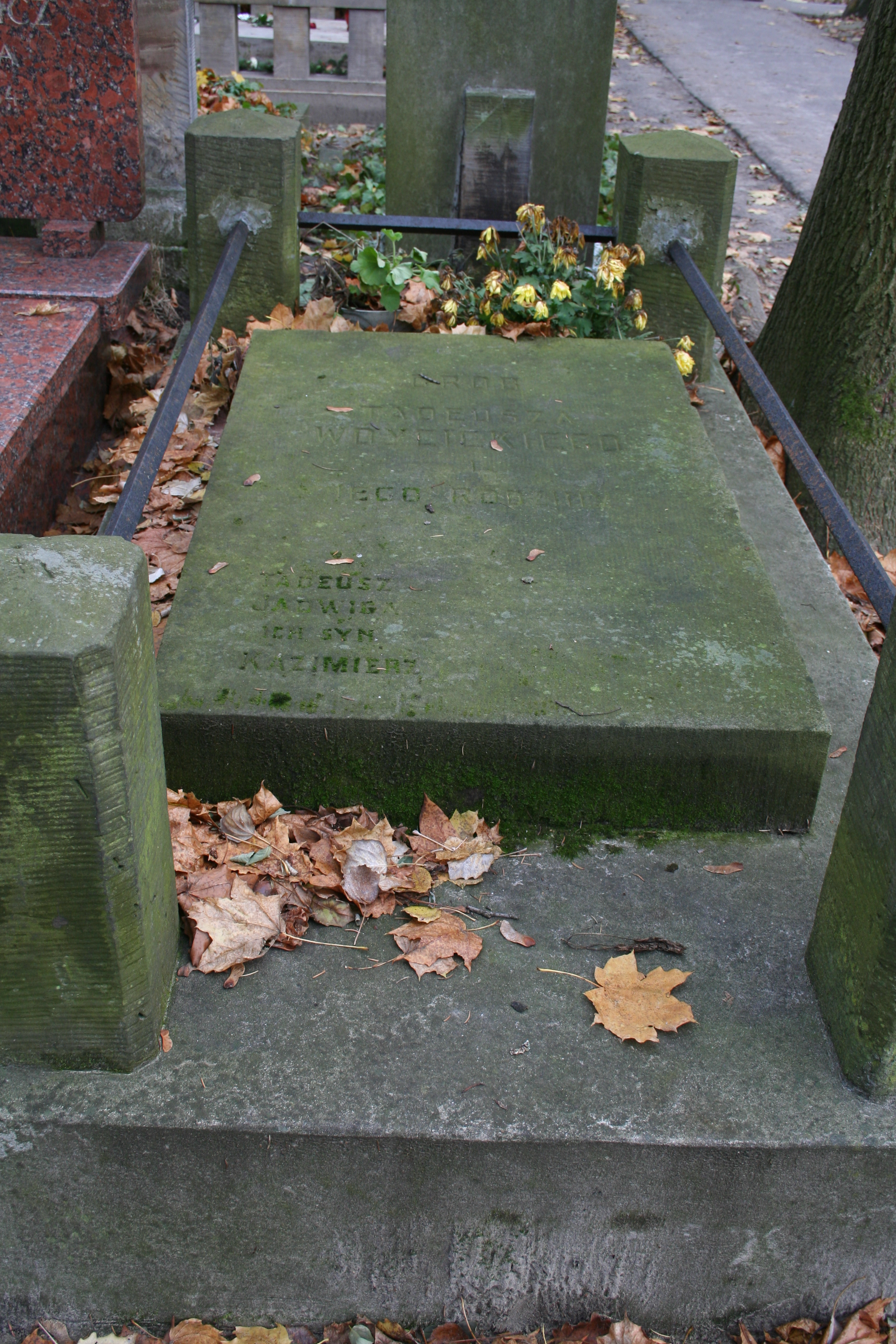
Grób Kazimierza Wójcickiego na cmentarzu Powązkowskim

Kazimierz Dominik Wóycicki h. Rawicz (ur. 1876 w Warszawie, zm. 11 maja 1938 tamże) – polski historyk i teoretyk literatury, nauczyciel, wykładowca Uniwersytetu Warszawskiego, autor publikacji naukowych i podręczników.

## Życiorys
Studiował prawo na Uniwersytecie Warszawskim i filologię polską na  Uniwersytecie Jagiellońskim. Od 1901 pracował jako nauczyciel-polonista w prywatnych gimnazjach, np. w szkole żeńskiej Jadwigi Kowalczykówny i Jadwigi Jawurkówny, zwanej Szkołą na Wiejskiej (1906–1917), potem w elitarnej Szkole Zgromadzenia Kupców. Następnie był radcą – wizytatorem warszawskich szkół średnich w Ministerstwie Wyznań Religijnych i Oświecenia Publicznego (1917–1938). W latach 1914–1918 wykładowca teorii poezji na Wydziale Humanistycznym Towarzystwa Kursów Naukowych w Warszawie. Prowadził wykłady z historii literatury w Wolnej Wszechnicy Polskiej (1919–1925) oraz ćwiczenia z dziedziny poetyki oraz wykłady zlecone w Uniwersytecie Warszawskim (1928–1938) i Państwowym Instytucie Sztuki Teatralnej.
Zaproponował nowe metody badawcze w dziedzinie nauki o literaturze. Zajmował się głównie wersologią i stylistyką. Zapoczątkował w Polsce badania językowej kompozycji utworów, m.in. mowy pozornie zależnej. Wydał monografie dotyczące pozytywizmu i cenione podręczniki.
W latach 1906–1913 był działaczem Towarzystwa Kultury Polskiej. Członek Towarzystwa Naukowego Warszawskiego.

## Życie prywatne
Był synem Tadeusza Wóycickiego h. Rawicz (1846–1923) i Jadwigi Wyssogota-Zakrzewskiej (1851–1933). Jego bratem był Zygmunt Wóycicki. Wnuk Kazimierza Władysława Wóycickiego, od którego przejął zainteresowania literaturą i jej historią. Mąż Heleny Marii Rogosz h. Ostoja (ur. 1879).
Kazimierz Wóycicki zmarł 11 maja 1938 w Warszawie. Został pochowany na cmentarzu Powązkowskim w Warszawie (kwatera 233–6–30).

## Ordery i odznaczenia
- Krzyż Oficerski Orderu Odrodzenia Polski (11 listopada 1936)[9]
- Złoty Krzyż Zasługi (10 listopada 1933)[10]
- Złoty Wawrzyn Akademicki (5 listopada 1935)[11]

## Publikacje

### Podręczniki[1]
- Stylistyka i rytmika polska, 1917
- Rozbiór literacki w szkole, 1921

### Inne rozprawy[1]
- Forma dźwiękowa prozy polskiej i wiersza polskiego, 1912
- Wiersz «Barbary Radziwiłłówny» A. Felińskiego jako wzór pseudoklasycznego trzynastozgłoskowca, 1912[12]
- Historia literatury i poetyka, 1914[13]
- Jedność stylowa utworu poetyckiego, 1914
- Polski ośmiozgłoskowiec trocheiczny, 1916[14]
- Wyspiański i Szujski, 1917[15]
- Ćwiczenia porównawcze z dziedziny poetyki, 1918[16][17]
- Z pogranicza gramatyki i stylistyki, 1922[18]
- Walka na Parnasie i o Parnas, 1928[19]
- Asnyk wśród prądów epoki, 1931[20]
- Rytm w liczbach, 1938[21]

## Wspomnienia
W artykule pośmiertnym „Uczony i nauczyciel”, który ukazał się w Kurierze Warszawskim (1938), Stanisław Furmanik (autor licznych opracowań literaturoznawczych) napisał m.in.:

Kazimierz Wóycicki nie posiadał oficjalnego tytułu naukowego, nie został też powołany na katedrę uniwersytecką. ... dopiero koło roku 1930 został powołany do tzw. wykładów zleconych. [...] Dziś można stwierdzić paradoksalny w pewnym sensie fakt: najwyższym osiągnięciem uczonego wykładowcy, profesora, jest mieć nie tylko zainteresowanych słuchaczy, ale stworzyć ze swych uczniów szkołę naukową – Kazimierz Wóycicki, nie będąc tytularnym profesorem i wykładając tak krótko, zdołał to właśnie osiągnąć.

Uczennice Wóycickiego, Zofia Landy (siostra Teresa z Lasek, absolwentka „Szkoły na Wiejskiej” z roku 1911) i Janina Landy-Dembowska, tak wspominały dzień pierwszego spotkania z nowym nauczycielem:

Pan Wóycicki rozejrzał się po tych prawie dziecięcych głowach, podszedł do okna, które wychodziło na Instytut Maryjski, spojrzał na dwugłowego orła zdobiącego gmach i powiedział: „Jak to się tu rozparł!” W ten sposób sięgnął do naszych uczuć patriotycznych i antycarskich, nawiązał do atmosfery, która zrodziła się ze strajku szkolnego i ruchów wolnościowych niedawno minionych lat, a która ożywiała naszą klasę. [...] W lot uchwyciłyśmy, że nie będą to nudne czytanki z wypisów, że wchodzimy w nowy świat myśli, wrażeń, piękna. Nigdy nie zawiodłyśmy się...